# 에스페란토 문학
에스페란토 문학은 에스페란토로 쓰여진 문학 작품을 가리킨다. 에스페란토가 국제 보조 언어라는 성격 상, 번역 문학이 중요한 위치를 차지하지만, 원래부터 에스페란토로 씌어진 상당량의 창작 문학이 존재한다.

## 1887년~1920년: 문어(文語)로의 에스페란토의 정착
초기 에스페란토 문학에는 창작물보다는 번역물이 더 많고, 이 시기의 문학 작품은 대체로 에스페란토가 과연 문학에 적합한지에 대한, 어떤 실험적인 성격을 가지고 있다. 오늘날의 관점으로 보자면 이들 작품 가운데 상당수는 기법 및 문법·어휘에 있어 매끄럽지 않은 점들이 많다.
루도비코 라자로 자멘호프는 《제1서》(에스페란토: Unua libro, 1887년)에서 두 수의 시("나의 생각"과 "오, 나의 심장이여!")를 수록하였고, 이는 에스페란토로 씌여진 최초의 창작 문학이다. 이 가운데 전자는 오늘날까지도 에스페란토 문학의 주요 작품으로 여겨지고 있다.
에스페란토로 쓰여진 최초의 장편소설은 프랑스의 앙리 발리엔(에스페란토: Henri Vallienne)이 쓴 《프렐롱(Prélong)의 성》(에스페란토: Kastelo de Prelongo, 1907년)과 《그는?》(에스페란토: Ĉu li?, 1908년)으로 여겨진다.

## 1921년~1951년: 낭만주의
제1차 세계 대전 도중에는 에스페란토 문학이 거의 멈추었지만, 곧 전후 다시 에스페란토 문학이 등장하기 시작하였다. 이 시기에 등장한 문학가로는 러시아의 사회주의 시인 예브게니 미할스키가 있다. 미할스키는 문예지 《신시대》(에스페란토: La nova epoko) 및 시집 《프롤로그》(La prologo)에서 계급 투쟁에 대하여 기술하였다.
이 시대에는 두 명의 유명한 헝가리 시인 컬로처이 칼만과 버기 줄러가 등장하였다. 낭만주의 시기는 보통 컬로처이의 1921년 시집 《세상과 마음》(Mondo kaj koro)의 등장으로부터 시작된다고 간주하는데, 이는 이 시집이 에스페란토 문학에 가져온 엄청난 영향을 보여준다. 이 짧은 시집은 컬로처이의 첫 시집이었지만 새로운 에스페란토 시적 기법을 선보였다. 이후 《당겨진 끈》(에스페란토: Streĉita kordo, 1931년) 등의 시집을 통해 컬로처이는 에스페란토주의와 사랑, 자연, 슬픔 따위의 소재를 고급의 시적 기법으로 노래하였다.
반먼, 버기 줄러는 "대중의 시인"으로, 일상생활에서의 슬픔과 서정을 동정적으로 노래하여 오늘날에도 많은 이들에게 사랑받고 있다. 버기의 주요 시집으로는 《삶을 넘어서》(에스페란토: Preter la vivo, 1923년)와 《순례자》(에스페란토: Pilgrimo, 1926년)가 있다. 버기의 첫 소설 《희생자들》(에스페란토: viktimoj)은 버기가 제1차 세계 대전 중 시베리아에서 보낸 경험을 바탕으로 씌여졌고, 이는 마치 영문학에서 찰스 디킨스와 마찬가지로 대중적인 인기를 누렸다.
프랑스의 극작가·시인 레몽 슈바르츠는 수많은 풍자시 및 풍자소설을 발표하였다. 슈바르츠의 첫 풍자 시집 《녹색 고양이의 성경》(Verdkata testamento, 1926년)은 현실을 있는 그대로 수용하는, 프랑스적인 스토아주의를 풍긴다. 이 밖에도 슈바르츠의 주요 작품으로는 《이상한 상점》(La stranga butiko)와 소설 《아니와 몽마르트》(Anni kaj Montmartre)가 있다.

## 1952년-1991년: 모더니즘
제2차 세계 대전이 발발하면서 에스페란토 문학은 또다시 갑자기 중단되었다. 전후의 에스페란토 문학은 이전 시기의 문학과 상당히 다른 성격을 보이는데, 이를 포스트고답파(에스페란토: Postparnasismo)라고 한다.
부다페스트 유파(에스페란토: Budapeŝta skolo)는 부다페스트를 중심으로 한 소설가들의 유파이다. 주요 회원으로는 실라지 페렌츠(헝가리어: Szilágyi Ferenc), 서트마리 샨도르(헝가리어: Szathmári Sándor), 버러녀이 임레(헝가리어: Baranyai Imre)가 있다.
스코틀랜드 유파(에스페란토: Skota skolo)은 스코틀랜드를 중심으로 한 시인과 소설가들의 유파이다. 주요 회원으로는 존 딘우디(영어: John Dinwoodie), 레토 로세티, 존 이슬레이 프랜시스(John Islay Francis), 윌리엄 올드, 마저리 볼턴(영어: Marjorie Boulton) 등이 있다. 딘우디, 로세티, 프랜시스, 올드는 공동 시집 《4인조》(에스페란토: Kvaropo, 1952)를 출판하였다. 이 가운데 특히 윌리엄 올드는 장편시 《유년의 종(種)》(에스페란토: La infana raso, 1958)로 유명하다. 이 장편시는 인류의 여정을 총 15장의 시로 서사하고 있다.
프랑스의 작가 장 포르주(프랑스어: Jean Forge)는 소설집 《녹색 로켓》(에스페란토: La verda raketo, 1961) 및 《나의 녹색의 성무일과서》(에스페란토: Mia verta breviero, 1974)로 유명해졌다. 포르주의 작품들은 에스페란토주의와 에스페란토 운동을 풍자적으로 묘사하고 있다. 노르웨이의 작가 요한 로스바크(Johan Hammond Rosbach)의 문학은 극적이면서도 이성과 감정을 동시에 묘사하는 것이 특징이다.
1960년대부터 일본의 에스페란토 문학이 발달하기 시작하였다. 이 시기의 일본의 주요 작가로는 미야모토 마사오, 고니시 가쿠(小西 岳), 우에야마 마사오(上山 政夫) 등이 있다.

## 1991년~현재: 포스트모더니즘
에스페란토 문학의 제4기는 보통 스페인의 시인 호르헤 카마초의 단편소설집 《선 위에서》(에스페란토: Sur la linio, 1991년)의 등장을 시작으로 간주한다.
이베리아 유파(에스페란토: Ibera skolo)는 스페인과 포르투갈의 시인들로 구성된 유파이다. 이베리아 유파의 주요 구성원으로는 호르헤 카마초, 미겔 페르난데스(Miguel Fernández), 미겔 구티에레스 아두리스(스페인어: Miguel Gutiérrez Adúriz), 아벨 몬타구트(카탈루냐어: Abel Montagut), 곤살루 네베스(포르투갈어: Gonçalo Neves)가 있다. 이베리하 학파의 주요 작품으로는 《이베리아로 자유롭게》(Ibere libere, 1993년)가 있다.
이 밖에도, 주요 시인으로는 중국의 시인 마오찌푸(중국어 간체자: 毛自赋, 정체자: 毛自賦, 병음: Máo Zìfù), 헝가리의 에르틀 이스트반(헝가리어: Ertl István) 등이 있다. 주요 소설가로는 독일의 울리히 베커(Ulrich Becker)와 레나 카르푸니나(Lena Karpunina), 스웨덴의 스텐 요한손(스웨덴어: Sten Johansson), 토고의 그베글로 코피(Gbeglo Koffi) 등이 있다. 주요 극작가로는 영국의 폴 거빈스(영어: Paul Gubbins)가 있다.

## 한국의 에스페란토 문학
김억은 1920년 발간된 《폐허》 창간호에 《La Ruino》(폐허)라는 에스페란토 창작 시를 발표하였고, 1922년에는 《개벽》에 《에쓰페란토 자습실》을 발표하는 등 자신의 문학 활동과 에스페란토를 보급하고자 많은 심혈을 기울였다. 1937년에는 조선에스페란토문화사 사장이었던 아나키스트 홍형의에 의해 순(純) 에스페란토 잡지인 《Korea Esperantisto》가 창간되었으나 일제의 방해로 곧 폐간되었다. 홍형의는 또한 한국 최초의 에스페란토 소설 《마을의 선구자》(에스페란토: La Pioniroj en Vilaĝo)을 창작하였으나, 완성하지 못하고 사망하였다.
김억과 홍형의 이후에도, 안우생·이재현 등에 의하여 한국 문학의 에스페란토 번역 작업이 진행되었다. 1999년 말에는 《한국 단편 문학 선집》(에스페란토: Korea Antologio de Noveloj)이 에스페란토로 출간되었다.

## 같이 보기
- 에스페란토 문화